# Tärnan, Vallentuna
Tärnan, insjö i Össeby-Garn i Vallentuna kommun i Uppland. Tärnans vatten är fattigt på näring och därför klart och rent. Siktdjupet är gott. Tärnan ingår i Exerman-Hersby naturreservat tillsammans åtta andra sjöar: Lilla och Stora Harsjön, Norra och Södra Storsjön, Hersen, Malmsjön, Svulten och Mörtsjön. Naturreservatet som invigdes 2004 administreras gemensamt av kommunerna Vallentuna och Österåker. Tärnan liknar till formen en hästsko. Vid den västra viken ligger gården Tärnholm, vid den östra ligger resterna av Bromseby gård. Från Bromseby rinner flödet Pukebyån.
Skogen runt sjön är artrik och gammal: mellan 110 och 160 år. Skogsfågel som tjäder, järpe, och hackspett lever i reservatet. Av insekter har påträffats mer än fyrtio hotade arter, liksom en mångfald mossor och lavar.

## Delavrinningsområde
Tärnan ingår i delavrinningsområde (660797-164411) som SMHI kallar för Utloppet av Tärnan. Medelhöjden är 57 meter över havet och ytan är 13,6 kvadratkilometer. Det finns inga avrinningsområden uppströms utan avrinningsområdet är högsta punkten. Avrinningsområdets utflöde Loån mynnar i havet. Avrinningsområdet består mestadels av skog (85 procent). Avrinningsområdet har 1,56 kvadratkilometer vattenytor vilket ger det en sjöprocent på 11,5 procent.

## Fisk
Vid provfiske har följande fisk fångats i sjön:
- Abborre
- Gärs
- Gädda
- Löja
- Mört
- Sarv